# Уклањање предмета од племенитих метала из цркава у Русији 1922.
Конфискацију црквене имовине у Русији 1922. године извршила је бољшевичка влада Руске Совјетске Федеративне Социјалистичке Републике, наводно у циљу борбе против руске глади 1921–1922. Током 1922. године државни органи су уклонили племените метале и драгуље из цркава свих конфесија. Предмети конфискације били су и предмети намењени искључиво у литургијске сврхе (свети путири), што је довело свештенство у веома рањив положај а изазвало је отпор сабраће. Свештенство је организовало отпор уклањању и вандализацији црквене имовине, што је наишло на бруталну репресију бољшевика.

## Историја
Совјетска влада је 5. фебруара 1918. издала декрет о одвајању цркве од државе и школе од цркве. Према овом документу, сва имовина у Руској православној цркви и у другим верским организацијама, укључујући земљиште, просторије, црквену утвар, национализована је и постала је власништво државе. Према уредби, објекти и објекти намењени посебно за литургијске сврхе давани су посебним уредбама локалне или централне државне власти на слободно коришћење одговарајућим верским друштвима. Међутим, верници и свештенство су били повезани са белим покретом и због тога су били рутински малтретирани и маргинализовани. Неки верници су покушали да пруже отпор када су представници државе пленили инвентар цркава и манастира. Отпор је угушен, а активисти отпора су на крају процесуирани (суђење Самарину - Кузњецову). Године 1921. у Русији је почела глад. 23. фебруара 1922. Сверуски централни извршни комитет издао је декрет „О заплени црквеног накита“. Указ је наложио локалним органима совјетске власти да из цркава уклоне све производе од злата, сребра и драгог камења и пребаце их у Централни фонд за помоћ умирућима од глади. Најпознатији сукоб бољшевика са свештеницима и народом који се опирао догодио се у Шуји. Овде се гомила верника трудила да не дозволи представницима власти да заплене црквени инвентар. Представници власти су запуцали, у којој су 4 особе погинуле, а други су тешко рањени. После догађаја у Шуји, уследила су суђења на којима су процесуирани непосредни учесници догађаја и патријарх Тихон.
Војници су извршили наредбу о одузимању имовине немилосрдним насиљем. Често су пуцали на гомиле људи која је окруживала цркве у покушају да их бране и на верске процесије у знак протеста против црквеног прогона. Хиљаде је на овај начин побијено, посебно у пролеће 1918. године. Обарања верских процесија су добро документована у Вороњежу, Шацку (провинција Тамбов) и Тули (где је тринаест убијено и много рањено, укључујући епископа Корнилија).
Према The New York Times, осам свештеника, два лаика и једна жена осуђени су на смрт у Москви 8. маја 1922. године, јер су се противили одузимању верског инвентара.
Патријарх Тихон је 19. јануара 1918. године (по јулијанском календару) екскомуницирао совјетско руководство због спровођења овог похода. У знак одмазде режим је ухапсио и убио десетине епископа, хиљаде нижег свештенства и монаштва и мноштво лаика.  Заплена црквене имовине у наредних неколико година била би обележена бруталном кампањом насилног терора.

## Наслеђе
Бољшевици су 1922. године започели кампању заплене црквене имовине. Те године је заплењено преко 4,5 милиона златних рубаља имовине. Од тога, милион златних рубаља потрошено је за ублажавање глади. У тајном писму Политбироу од 19. марта 1922. Лењин је изразио намеру да заплени неколико стотина милиона златних рубаља за помоћ глади.
У Лењиновом тајном писму Политбироу, Лењин објашњава да глад пружа прилику за деловање против цркве. Ричард Пајпс је тврдио да је глад политички искоришћена као изговор за бољшевичко руководство да прогони православну цркву, која је имала значајан утицај на већи део сељачког становништва.